# Wahiawā
Wahiawā (deutsch auch: Wahiawa) ist ein Census-designated place im Zentrum von Oʻahu, der Hauptinsel des US-Bundesstaates Hawaii. Er befindet sich 30 km von Honolulu und ist durch die Interstate H-2 mit der Inselhauptstadt verbunden. Er zählt 18.658 Einwohner (Zensus 2020) und wird im Norden und Süden vom Lake Wilson eingerahmt.

## Geschichte
Im 18. Jahrhundert wurde die Ebene bei Wahiawā von hawaiischen Häuptlingen als Trainingsgelände für ihre Armeen genutzt, bis sie 1795 von König Kamehameha I. erobert wurde. Im 19. Jahrhundert gewann die Viehzucht immer mehr an Bedeutung. Gegen Ende des Jahrhunderts wurde das Land für die Landwirtschaft in Parzellen aufgeteilt und an neue Siedler verkauft. Zu diesen gehörte auch James Dole, der nach einem Landwirtschaftsstudium an der Harvard University mit 22 Jahren nach Wahiawā kam und im Juli 1900 ein 64-Acre Grundstück erwarb, auf dem er Ananas anpflanzen wollte. Bisher wurde auf Hawaii nur Zuckerrohr angebaut. Er gründete die Hawaii Pineapple Company und sammelte 50.000 US-Dollar Kapital von Investoren aus Kalifornien für das Projekt. Seine Scheune in Wahiawā wandelte er damit in eine Konservenfabrik um. Mit handbetriebenen Maschinen begann er zwei Jahre später, seine ersten Dosen mit Ananas zu produzieren. Aus diesem Unternehmen entstand die Dole Food Company. 
Im Jahr 1906 verlängerte die Oahu Railway and Land Company ihre Eisenbahnstrecke nach Wahiawā. Im gleichen Jahr stellte die Waialua Sugar Company zur Bewässerung ihrer Plantagen den Wahiawa Dam fertig. 1909 wurde am Stadtrand die Schofield Barracks Military Reservation, die größte US-Armeebasis von Hawaii, gegründet. Am 7. Dezember 1941 wurde sie von der Kaiserlichen Japanischen Luftwaffe angegriffen. Als Folge der Angriffe im Zweiten Weltkrieg wurde 1944 das Wahiawa General Hospital eingerichtet.
Im Jahr 1977 wurde die Autobahn nach Honolulu fertig gestellt.

## Demographie
Im Jahr 2017 lag die Bevölkerungszahl bei 17.600 Einwohnern, von denen 41,1 % Asiaten, 23,6 % gemischtrassig, 12,6 % Weiße und 9,6 % native Hawaiier und andere Polynesier sind. Das mittlere Haushaltseinkommen beträgt 57.910 US-Dollar, der mittlere Preis eines Einfamilienhauses 526.880 US-Dollar.

## Botanischer Garten

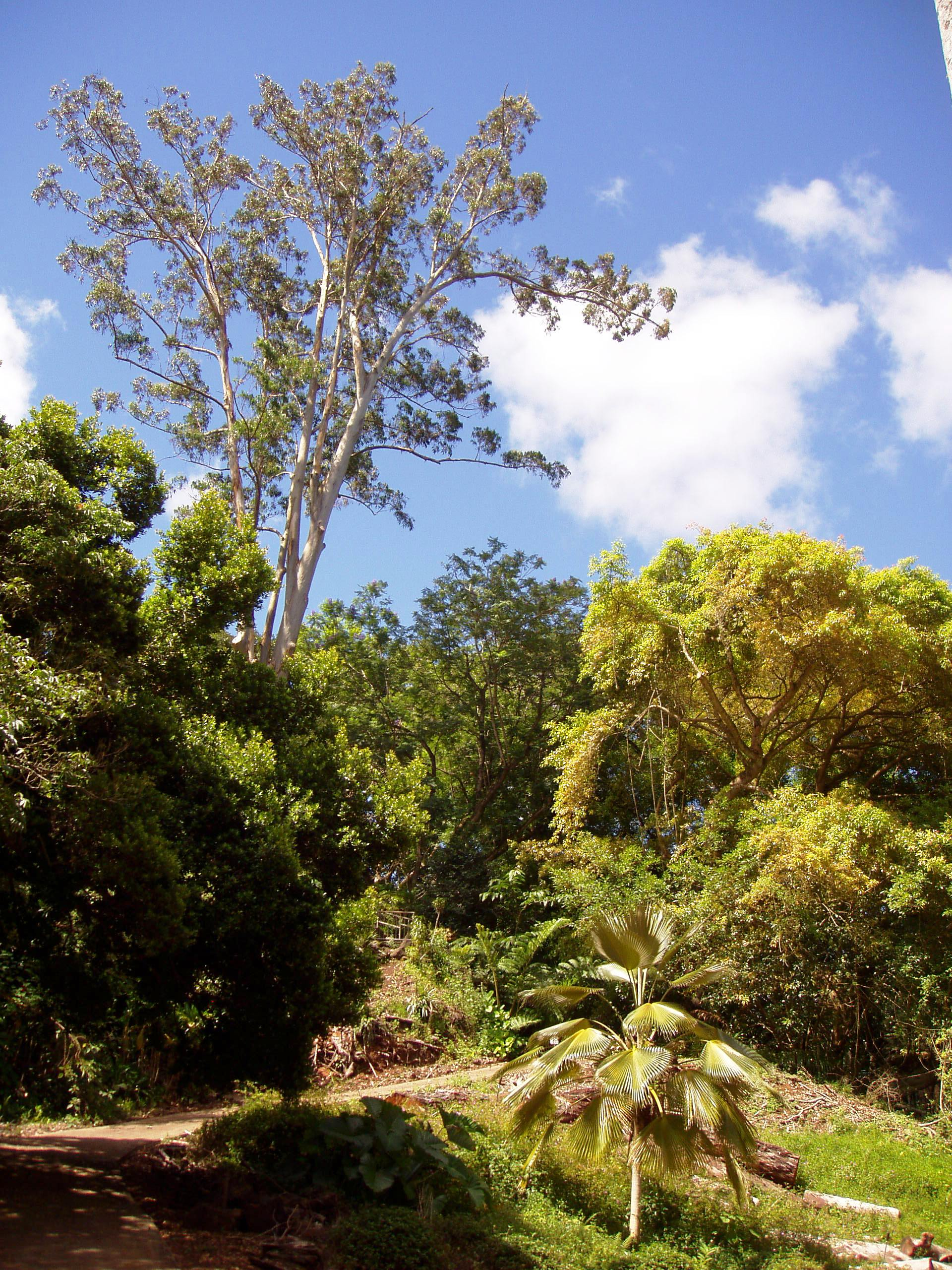

Der üppige Wahiawā Botanical Garden befindet sich auf einem 27-Acre Gelände im Stadtzentrum. Die ersten Bäume wurden in den 1920er Jahren von der Hawaii Sugar Planters Association experimentell angebaut. Das Land und die Bäume wurden 1950 dem Landkreis Honolulu übergeben und 1957 als botanischer Garten eröffnet.